# Прокоп (Београд)
Прокоп је београдско насеље у градској општини Савски венац. У њему се налази железничка станица Београд центар. Од почетка, Прокоп је био и уобичајенији назив за саму станицу уместо њеног званичног имена. По имену главне улице у старом делу насеља, као и месне заједнице названој по њој, а која обухвата Прокоп, у новинским извештајима се повремено спомиње и као насеље Стјепан Филиповић.

## Положај
Прокоп се налази на јужном ободу централне градске зоне, са којом је директно повезан Улицом кнеза Милоша. Целу северну границу насеља чини Ауто-пут А1, који се у том делу зове Булевар Франше д’Епереа. Прокоп се на северу граничи са Западним Врачаром, на западу са Мостаром и Сењаком (Булевар војводе Путника), на југу и југоистоку са Хајд парком, Топчидерским брдом и Дедињем (Булевар кнеза Александра Карађорђевића, Улица Драгана Манцеа), и на истоку са Малешким брдом (Гучевска улица).

## Историја

### Настанак
Прокоп је најпре био географска одредница за доњи део долине Мокролушког потока, који је данас спроведен испод земље, у градски канализациони систем. Постојећа јаруга је крајем 19. века већ представљала границу између градског језгра и слабо урбанизоване периферије. Земља и шљунак су ископавани из јаруге да би се користили за насипање и дренажу мочварне Циганске баре на десној обали Саве, где су затим грађена насеља Савамала и Бара Венеција. Ископавање се нарочито појачало због изградње Главне железничке станице, која је завршена 1884. године. Док су радови на насипању завршени, продубљена јаруга око потока је претворена у издужени, стрмо прокопани шанац, због чега је и добио име.
Кнез, касније краљ Милан Обреновић лично је предложио да се материјал за насипање ископава са овог подручја, које се протезало од пиваре Ђорђа Вајферта и новог насеља Смутековац, које се налазило изнад данашње БИП-ове пиваре. Као разлоге, кнез је наводио квалитет ископане земље и близину градилишта железничке станице чиме би се смањили бар транспортни трошкови јер новца за изградњу заиста није било. Међутим, земљиште на коме се копало је припадало кнежевој супрузи, кнегињи Наталији, тако да је кнез (од 1882. године краљ) чак и зарадио новац док је зграда изграђена. Иронијом судбине, садашња централна железничка станица у Београду налази се управо у Прокопу, у рупи насталој ископавањем материјала за насипање, док је некадашња главна станица у Савамали, изграђена на насутој земљи из Прокопа, затворена 2018. године.
Ископавање материјала из Прокопа настављено је све до 1898. године, када је насипање Баре Венеције коначно завршено. За то време, некадашњи јарак је проширен, достигавши дужину од 500 метара и ширину од 100 метара, док су окомите ивице постале високе 15 метара. Земља је била плодна, тако да је локално становништво најпре почело да гаји пољопривредне производе, пре свега кукуруз и поврће.

### Насеље
После Првог светског рата почело је да настаје насеље, као и у суседној Јатаган мали која се надовезивала на истоку. Први становници били су радници са железнице и из околних фабрика који су се исељавали из самог града. Наводно је прву уџерицу направио неки Аћим, па је Прокоп називан још и Аћимова рупа, такође и Земљани мајдан. Пред Други светски рат се помиње да насеље има око 150 кућа, осветљење, воду и неколико радњи.
Њихове већ трошне, радничке кућице су биле или оштећене и уништене током рата, или су рушене у послератном периоду како би се изградили нови и модерни стамбени блокови. Овако су имали и мање трошкове, јер су им радна места била ближа. Кроз централни део дна Прокопа изграђена је главна улица, док су све споредне биле паралелне дајући утисак да је насеље зидано плански. Овај најстарији део Прокопа није имао уџерице, већ праве куће тако да су се чак и нижи службеници из државне администрације досељавали у насеље.
Срастањем са Јатаган малом, неки делови Прокопа су постали још сиромашнији па је сматран једним од најсиромашнијих делова Београда у међуратном периоду. Насеље није имало никакву комуналну инфраструктуру, ништа није зидано плански а како се географски насеље просто налазило на дну велике рупе, поплаве и одрони земље и блата били су чести током јаких киша, попут великог одрона из зиме 1935. године. Такође, због топографски клисурастог облика, током веома снежних зима дешавало се да дно Прокопа буде потпуно затрпано снегом, па су људи из кућа излазили кроз димњаке.

### Модерни период
Ситуација се није поправила ни после Другог светског рата. Прокоп је 1957. године назван "црном рупом града" и насељем које упорно пркоси развоју Београда. Те године објављен је план за Прокоп, који се односио на реконструкцију и уређење Булевара Франше д’Епереа (ауто-пут још није био изграђен) и њене околине. Амбициозни планови су, између осталог, укључивали вештачко језеро и много ресторана са идејом да Прокоп постане "један од најлепших делова Београда". План није реализован. Суседна Јатаган мала, која је била у још горем стању од Прокопа, коначно је расељена 1961. године, пред Први самит несврстаних земаља а становништво је пресељено на Ледине.
У априлу 1965. године објављени су нови планови за Прокоп који је описан као највеће дивље насеље у граду, које практично нема путеве ни продавнице, и које је и даље редовно плављено после киша. Рушење Прокопа најављено је за 1965. годину, као и пресељење његових становника у ново насеље које је требало да се изгради за њих на Чукарици. На самом Прокопу, град је планирао да направи велику гаражу и депо за Градско саобраћајно предузеће Београд. Пројекат није реализован.
У фебруару 1969. поново је најављено расељавање Прокопа. Општина Савски венац је купила 270 станова у насељима Жарково и Канарево брдо где је планирала да пресели преостале становнике из старог, дивљег дела насеља. У том тренутку Прокоп је међу најстаријим дивљим насељима у Београду, преосталим из предратног периода. Пресељење је планирано за пролеће 1969. године. Међутим, ни од овог плана није било ништа мада су периферни делови Прокопа већ тада, а нарочито касније, урбанизовани, било као индивидуална градња (према Малешком брду) или као вишеспратнице (према Дедињу).
До 1960-их, најстарији део насеља остала је Железничка колонија, насеље радника са железнице. До ње је водила, тада из једног дела, улица Стјепана Филиповића, која ју је повезивала са заводом "Рудо". Како се налазило на клизишту, почело је расељавање насеља, али је ишло споро. Колонија је потпуно уништена крајем 1969. године, када је клизиште прорадило после веома кишне јесени. Тада је и улица пресечена на два дела.
Идеја о пресељењу главне железничке станице у Прокоп јавно је представљена у фебруару 1970. Почетак радова је предвиђен за 1971. годину са роком за завршетак од 18 месеци, међутим пројекат је био монументалан и прескуп, неупоредив са било чиме у тадашњој Југославији (планиран проток од 10.000 путника на сат), тако да градња није почела када је планирано. Идејно решење је завршено 1974. године а преостали део дивљег насеља коначно је уклоњен и градња железничке станице је почела 8. октобра 1977.
Поред рушења старог дела Прокопа, пројекат је укључивао и рушење дела већ изграђеног Малешког брда, односно источног дела насеља. Планирано је да се додатно прошири и продужи Делиградска улица, која се завршава као слепа улица на стрмини изнад ауто-пута, на крају комплекса Клиничког центра Србије. Продужетак је укључивао мост преко ауто-пута до Малешког брда, које би било делимично срушено како би се направила силазна рампа са моста. Идеја је била да се на тај начин још једном директном везом повежу нова станица и ауто-пут са центром града, јер Делиградска улица почиње од Славије. Као и већина планова везаних за пројекат нове железничке станице, ни овај није извршен.
Током 1970-их извршено је привремено санирање клизишта. Крајем 1970-их и почетком 1980-их урађен је дугачки, бетонски подзид, како би се спречило даље обрушавање терена. Зид је усидрен за стену испод земље подземним сидрима, од којих су нека дугачка и по 60 метара. Неки се протежу све до Булевара кнеза Александра Карађорђевића.
После рушења Авалског торња у априлу 1999. године током НАТО бомбардовања, објављена је вест да су поједине руске компаније понудиле да направе нови ТВ торањ, али у Прокопу, висине 300 метара или 100 метара више од авалског. Никакви детаљи нису били познати, а вест је коришћена у пропагандне сврхе од стране тадашњег режима.

### 21. век
У 2015. години најављени су планови за изградњу станичне зграде. Том приликом објављен је и компјутерски модел будућег масивног, полукружног, ултра-модерног објекта, који се на илустрацији издизао високо изнад Прокопа и доминирао целим тим делом Београда. Међутим, испоставило се да је у питању слика хонгконшке железничке станице Западни Каулун чија градња је почела 2009. године, а која је налепљена на панораму Београда. И пројектант хонгконшке станице је реаговао на плагијаризам. До 2021. године, градња станичне зграде у Прокопу није започела.
У марту 2021. године, град је најавио изградњу новог стамбеног блока у насељу, као део ширег станичног комплекса који би требало да укључује и комерцијалне и стамбене делове. Зграде су планиране за површину између улица Стјепана Филиповића и Драгана Манцеа, и саме станице. Парцела је некада била зелена површина, али су 1990-их, када су радови на станици настављени, на њој постављени контејнери и бараке као привремени смештај за раднике "Енергопројекта". Објекти су углавном напуштени после 2005. године. Почетком априла 2021. године на плацу се се појавили багери који су срушили преостале објекте. Станари околних зграда су планирали да, сада неуређену ливаду, поново озелене, посаде дрвеће и направе дечије игралиште, али је град најавио зграде. Скупштине станара околних зграда су се удружиле у покрет против изградње са намером да оборе план и обнове зеленило, а и због већ постојећих комуналних проблема у насељу (на пример, паркирање), који би се само погоршали са досељавањем нових становника, док су из града изјавили да "ништа још није дефинитивно".
Међутим, компанија "Белгрејд Рејлвеј Сити", која зида и станицу Прокоп, најавила је изградњу два солитера, висине 11 и 23 спрата. Грађани су организовали протесте и шетње по насељу, тврдећи, поред свега осталог, да је у питању клизиште на коме не смеју да се зидају толики објекти. У децембру 2021. године, град објављује да одустаје од пројекта високих зграда, јер су прихватили замерке грађана, као и због могућности да санирано клизиште поново проради. Новинари су, међутим, одлуку повезали са предстојећим локалним изборима у Београду. Објекат који од раније постоји на плацу ће бити преуређен у локални друштвени центар у 2022. години.
Град је у новембру 2022. године објавио да је компанији "Белгрејд Рејлвеј Сити" доделио заменски плац као компензацију за промену планова о изградњи додатних солитера у Прокопу. Плац се налази на углу улица Милутина Миланковића и Омладинских бригада на Новом Београду, у Блоку 40. Са 1,06 хектара, нови плац је мањи од старог, 1,8 хектара, међутим планирана изграђена површина нових објеката, једне стамбене и једне пословне зграде, биће око 38,000 м2, или приближно иста као што је планирано и на Прокопу. Компанија је условљена да не може да почиње никакве радове на Новом Београду док не заврши станичну зграду у Прокопу.

## Карактеристике
Насеље има облик неправилног, благо искошеног ромба. Главна карактеристика данашњег Прокопа је масивни објекат железничке станице Београд-центар, који дели на пола насеље и територију месне заједнице којој припада по оси запад-исток. Северозападни део насеља, уз саму Мостарску петљу у потпуности заузима индустријски комплекс БИП-ове пиваре. Терен је подложан клижењу, са лагумима који су коришћени у производњи пива. Град је објавио план 2019. године по коме ће цео комплекс бити срушен и замењен низом комерцијалних солитера. У овом делу се налази и Вајфертова вила, која је у систему претходне заштите. Преко ауто-пута налази се објекат београдске хитне помоћи која је подвожњаком повезана са насељем и искључењем са ауто-пута. Између пиваре и станице налази се и комплекс "Рудо" за производњу ортопедских помагала, који излази на Булевар војводе Путника.
Североисточни део обухвата урбанизоване и пошумљене западне падине Малешког брда. Уз ауто-пут се налази низ комерцијалних објеката, укључујући НИС-ову пумпу и ресторан Стеко. Комплетан јужни и југоисточни део дуж Булевара кнеза Александра заузимају зелене и парковске површине и низ стамбених солитера. Преко обода насеља, у директном продужетку на исток налази се Стадион Партизана док се одмах преко булевара налазе Хајд парк и Музеј Југославије.

### Железничка станица Београд центар
Проблеми који су настали при планирању и почетку радова, настављени су и током градње, која је до почетка коришћења станице трајала скоро 40 година. Како још увек није завршена, станица је добила епитет Скадра на Бојани. Када су радови започети у октобру 1977, постављени рок за крај радова био је 1. мај 1979, међутим због лоше економске ситуације у Југославији радови су се развукли а 1980. године и прекинути, да би у мају 1984. године било наговештено и потпуно одустајање од пројекта. Радови су настављени 1990. године и у наредних неколико година више пута прекидани и настављани док је пројекат поједностављен. Градња бетонског крова је трајала од 1996. до 1999. године, када је све поново прекинуто због недостатка новца и НАТО бомбардовања.
Планови за наставак градње су објављени 2005. године, са планираним почетком у 2008. години и завршетком до 2010. године, али због недостатка новца ништа није започето. Уз стално мењање планираних извођача радова, новац је обезбеђен из кредита и радови су настављени 3. децембра 2014. године. Прве линије пребачене су са Главне железничке станице 26. јануара 2016, да би у 2017. и 2018. години број линија био повећан. Међутим, станица је остала недовршена: нема станичну зграду, није саобраћајно повезана са остатком града ни улицама ни линијама градског саобраћаја (што је касније делимично регулисано), нема комерцијалних садржаја, лифтова (такође додати накнадно), нису довршени сви перони ни кров изнад њих због чега се током јаких киша формирају баре, није ни предвиђен утовар возила у ауто-воз, итд.
Исфорсирано гашење Главне железничке станице због пројекта Београд на води и пресељење линија на недовршени Прокоп изазвало је колапс железничког саобраћаја у Београду. Од планираних 195 линија, до 2019. године Прокоп је опслуживао свега 60, док је улогу главне станице де-факто преузела Железничка станица Нови Београд као најпрометнија. У 2019. години најављено је доношење новог урбанистичког плана за станични комплекс.
Још од најаве пројекта 1970. године до данас, станица у Прокопу је жестоко критикована од стране струке. Пројекат је називан мегаломанским. Сама локација је неприступачна са све четири стране и поред свега што је изграђено остаје само "рупа у брду". Иако носи званичан назив "Београд-центар", нити је близу центра, нити је са њим саобраћајно повезана. Према изменама плана за будући метро, није планирана веза са њим. Станица је чак названа и најкатастрофалнијом грешком београдског саобраћаја. Чланови оригиналног пројектантског тима су бранили решење, тврдећи да је станица нефункционална јер, сем перона, ниједан други део пројекта није изграђен. Такође, Прокоп није ни предвиђен да буде терминус, тј. крајња станица, већ једна од проточних станица (што постојећих, што планираних), са директном везом са метроом и новим саобраћајницама које су биле планиране.

## Административна управа
У оквиру општине Савски венац, Прокоп је организован као месна заједница НХ Стеван Филиповић. Као и већина месних заједница у урбаном градском језгру, Прокоп је већ деценијама депопулацијско насеље. Према пописима, број становника је износио 2.710 (1981), 2.467 (1991), 2.103 (2002) и 1.786 (2011).